# О̆
О̆ о̆（帶短音符的O；斜體：О̆ о̆）是一個西里爾字母，在大多數的字型下，它與拉丁字母Ŏ ŏ（帶短音符的拉丁字母O）非常相似。
字母 О̆ 被用於伊捷爾緬語與漢特語中，也用於朝鮮民主主義人民共和國的朝鮮語西里爾轉寫方案。